# Cirawamekar
Cirawamekar is een bestuurslaag in het regentschap Bandung Barat van de provincie West-Java, Indonesië. Cirawamekar telt 5867 inwoners (volkstelling 2010).